# Vladislavs Gutkovskis
Vladislavs Gutkovskis (Riga, 2 de abril de 1995) es un futbolista letón que juega en la demarcación de delantero para el Daejeon Hana Citizen F. C. de la K League 1.

## Selección nacional
Tras jugar en las categorías inferiores de la selección, finalmente hizo su debut con la selección de fútbol de Letonia el 7 de octubre de 2016 en un encuentro de clasificación para la Copa Mundial de Fútbol de 2018 contra Islas Feroe que finalizó con un resultado de 0-2 a favor del combinado feroés tras los goles de Sonni Nattestad y Jóan Símun Edmundsson.

### Goles internacionales
| #  | Fecha                    | Estadio                                                | Oponente      | Gol | Resultado | Competición                                          |
| -- | ------------------------ | ------------------------------------------------------ | ------------- | --- | --------- | ---------------------------------------------------- |
| 1  | 11 de noviembre de 2020  | Estadio Olímpico de San Marino, Serravalle, San Marino | San Marino    | 0-3 | 0-3       | Amistoso                                             |
| 2  | 17 de noviembre de 2020  | Estadio Nacional, Andorra la Vieja, Andorra            | Andorra       | 0-4 | 0-5       | Liga de Naciones de la UEFA 2020-21                  |
| 3  | 1 de septiembre de 2021  | Daugava Stadium, Riga, Letonia                         | Gibraltar     | 1–0 | 3–1       | Clasificación para la Copa Mundial de Fútbol de 2022 |
| 4  | 1 de septiembre de 2021  | Daugava Stadium, Riga, Letonia                         | Gibraltar     | 2–1 | 3–1       | Clasificación para la Copa Mundial de Fútbol de 2022 |
| 5  | 16 de noviembre de 2021  | Estadio Victoria, Gibraltar                            | Gibraltar     | 1–1 | 1-3       | Clasificación para la Copa Mundial de Fútbol de 2022 |
| 6  | 29 de marzo de 2022      | Estadio Nacional Ta' Qali, Ta'Qali, Malta              | Azerbaiyán    | 0-1 | 0-1       | Amistoso                                             |
| 7  | 10 de junio de 2022      | Zimbru Stadium, Chișinău, Moldavia                     | Moldavia      | 1–1 | 2-4       | Liga de Naciones de la UEFA 2022-23                  |
| 8  | 10 de junio de 2022      | Zimbru Stadium, Chișinău, Moldavia                     | Moldavia      | 1-3 | 2-4       | Liga de Naciones de la UEFA 2022-23                  |
| 9  | 14 de junio de 2022      | Rheinpark Stadion, Vaduz, Liechtenstein                | Liechtenstein | 0-1 | 0-2       | Liga de Naciones de la UEFA 2022-23                  |
| 10 | 14 de junio de 2022      | Rheinpark Stadion, Vaduz, Liechtenstein                | Liechtenstein | 0-2 | 0-2       | Liga de Naciones de la UEFA 2022-23                  |
| 11 | 25 de septiembre de 2022 | Estadio Nacional, Andorra la Vieja, Andorra            | Andorra       | 0–1 | 1–1       | Liga de Naciones de la UEFA 2022-23                  |

## Clubes
| Club                         | País          | Año       | Partidos | Goles |
| ---------------------------- | ------------- | --------- | -------- | ----- |
| JFK Olimps                   | Letonia       | 2011-2012 | 15       | 0     |
| Skonto FC                    | Letonia       | 2013-2015 | 74       | 45    |
| Bruk-Bet Termalica Nieciecza | Polonia       | 2016-2020 | 112      | 33    |
| Raków Częstochowa            | Polonia       | 2020-2023 | 119      | 35    |
| Daejeon Hana Citizen F. C.   | Corea del Sur | 2023-     | 30       | 6     |

## Palmarés

### Títulos nacionales
| Título               | Club              | País    | Año  |
| -------------------- | ----------------- | ------- | ---- |
| Copa de Polonia      | Raków Częstochowa | Polonia | 2021 |
| Supercopa de Polonia | Raków Częstochowa | Polonia | 2021 |
| Copa de Polonia      | Raków Częstochowa | Polonia | 2022 |
| Supercopa de Polonia | Raków Częstochowa | Polonia | 2022 |
| Ekstraklasa          | Raków Częstochowa | Polonia | 2023 |